# Stenella longirostris
Stenella longirostris (продельфін довгорилий) — вид родини дельфінових.

## Поширення
Проживає в тропічній та субтропічній зонах обох півкуль. Межі близько 40° пн.ш. і 40° пд.ш. Зустрічається частіше навколо океанічних островів.

## Опис
Дорослі, як правило, 129–235 см в довжину і досягають маси тіла 23–79 кг. Спинна область темно-сіра, боки сірі і низ від блідо-сірого до білого кольору.

## Поведінка
Раціоном служить невелика риба, кальмари, креветки. Харчується переважно в нічний час. Славиться своїми акробатичними стрибками.

## Зображення

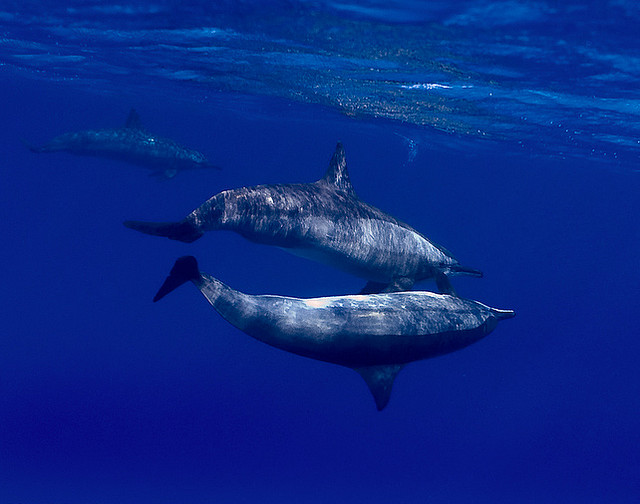
Stenella longirostris
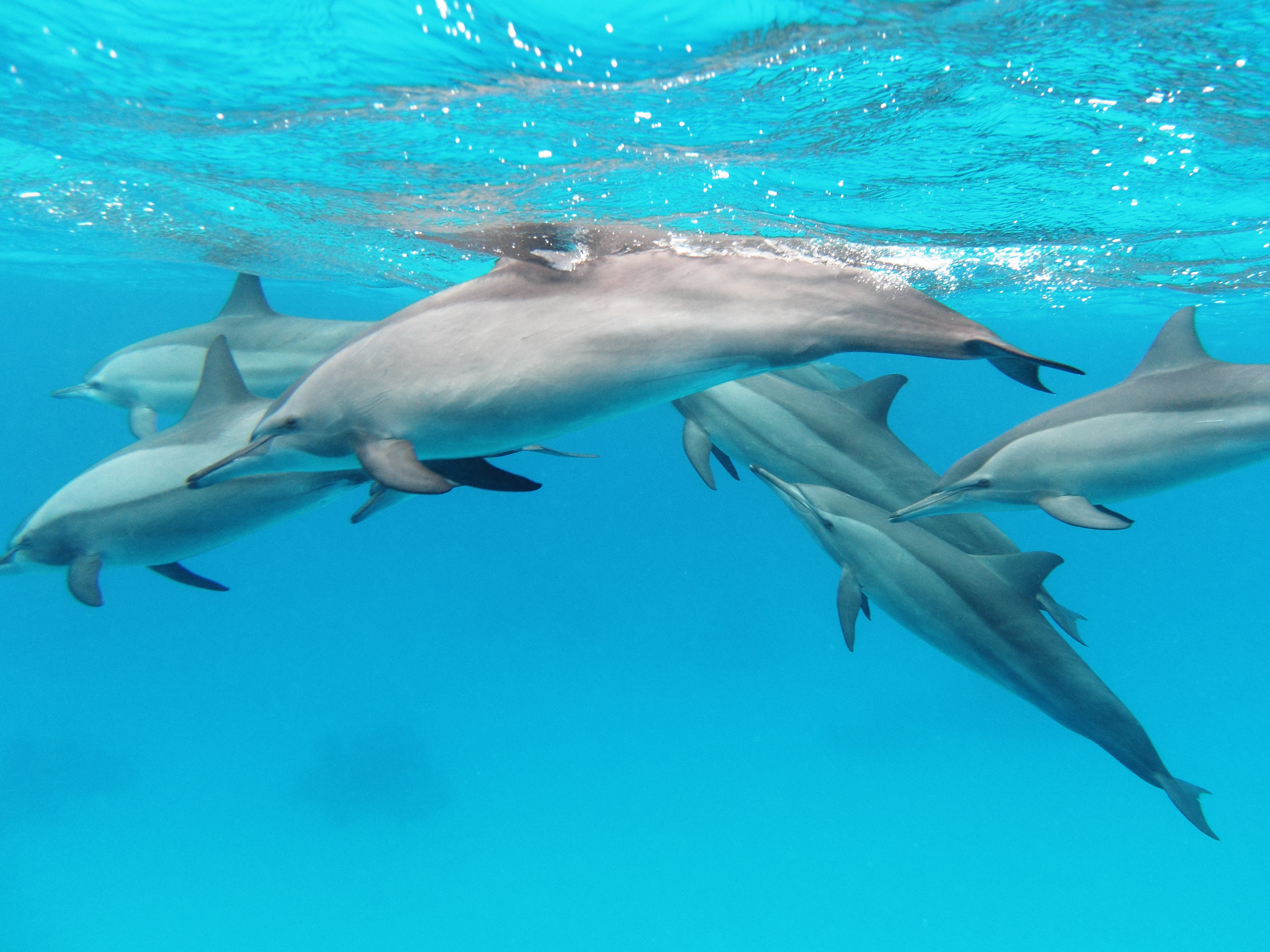
Stenella longirostris у Червоному морі
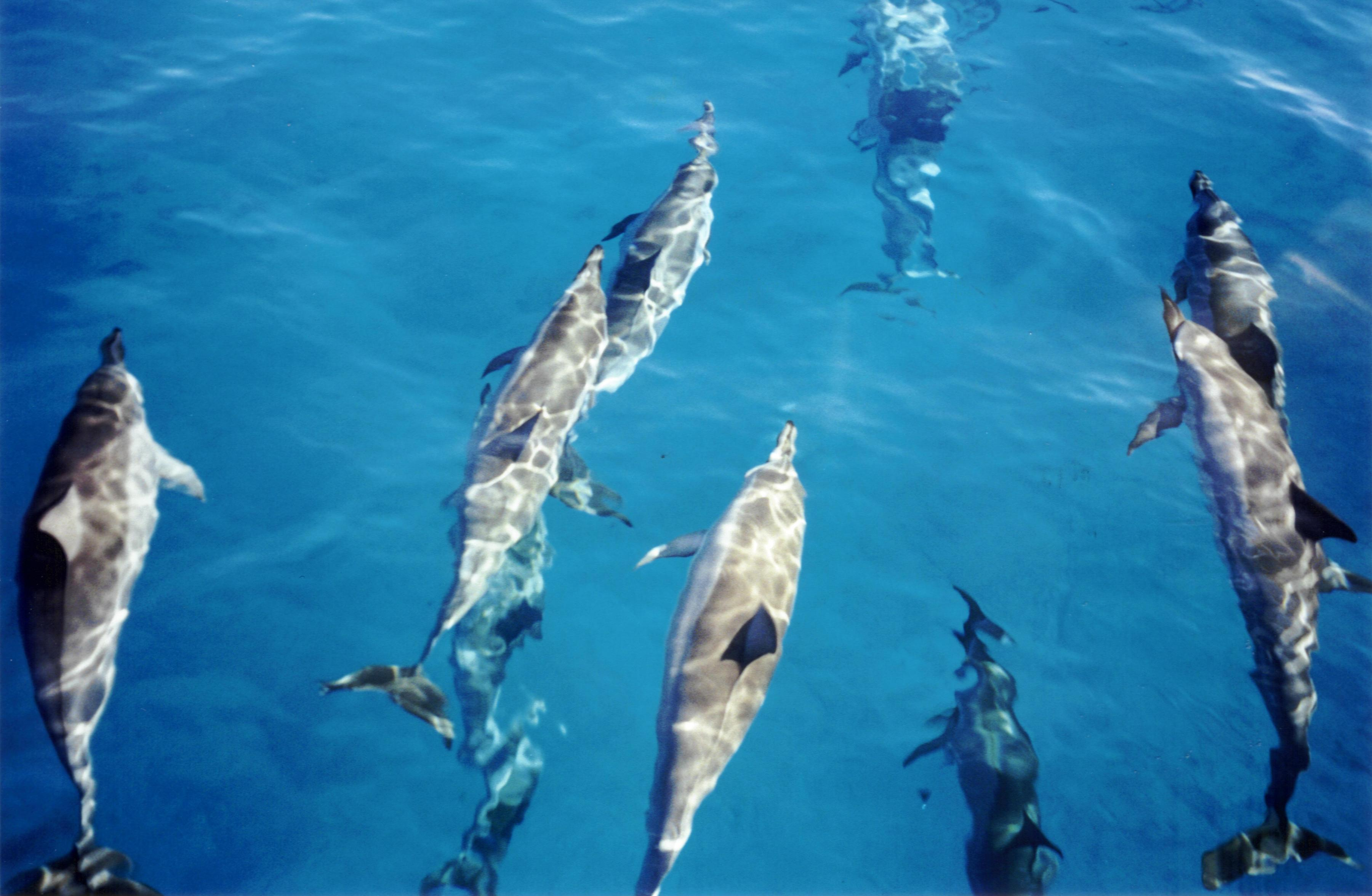
Stenella longirostris на Кауаї, Гаваї
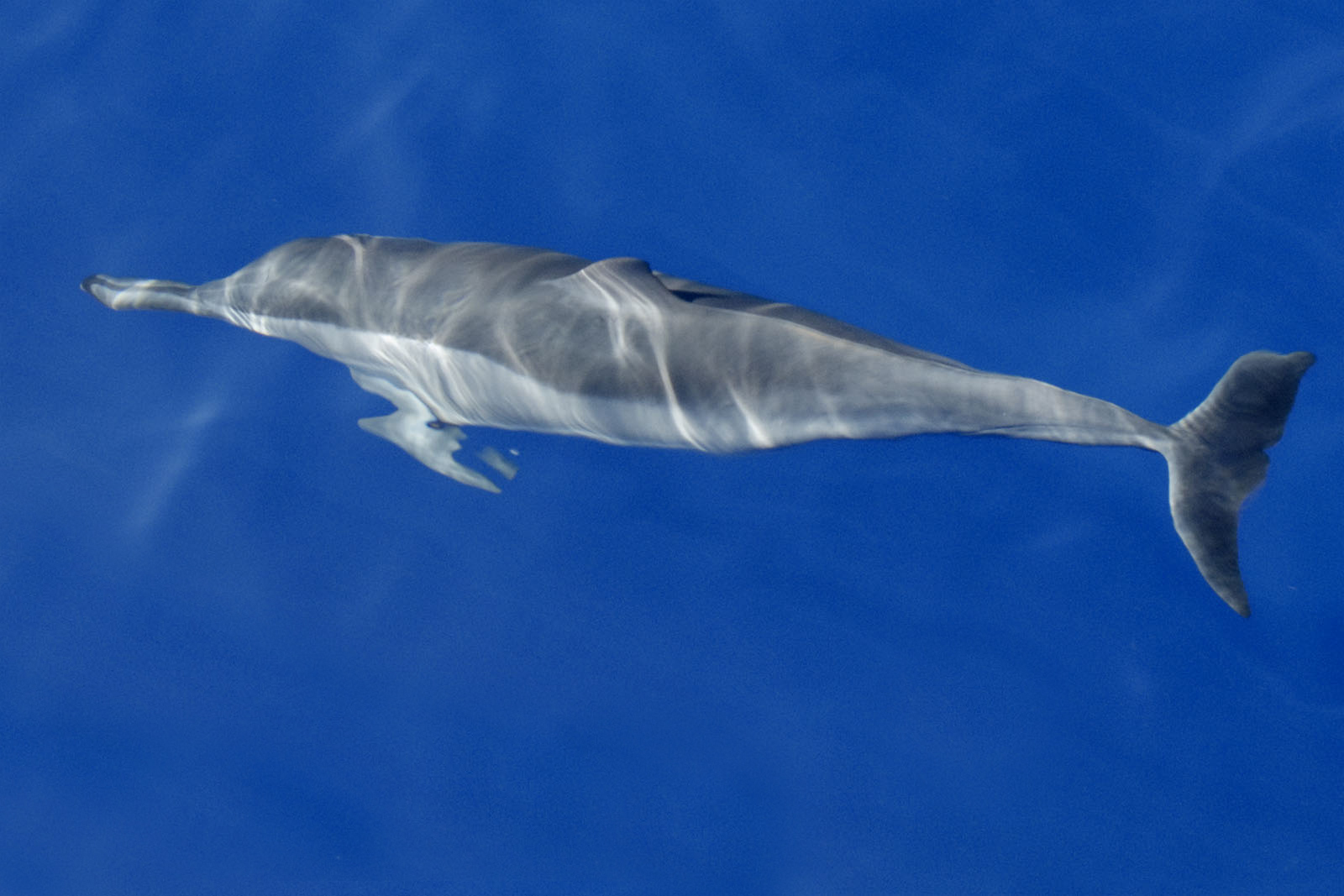
Stenella longirostris на Ланаї, Гаваї
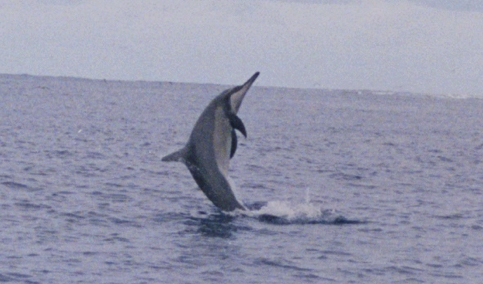
Stenella longirostris у атолі Мідвей
- Stenella longirostris у атолі Мідвей